# هایریکو میرزویان
هایریکو باگراتی میرزویان (ارمنی: Հայրիկո Բագրատի Միրզոյան) یک سیاستمدار اهل ارمنستان بود که از تاریخ ۱۹۸۳ تا تاریخ ۱۹۸۸ سمت وزیر ارتباطات ارمنستان شوروی را برعهده داشت.

## یادداشت
1. ↑  ՀԽՍՀ կապի նախարար